# Weimar Battlegroup
Die Weimar Battlegroup (Polnisch: Weimarska Grupa Bojowa) oder kurz auch EU BG I/2013 ist eine multinationale EU Battlegroup unter polnischer Führung, in der Deutschland und Frankreich partizipieren als Mitglieder des Weimarer Dreiecks. Ihr erster Einsatz als EU Battlegroup fand in der ersten Hälfte des Jahres 2013 statt.

## Geschichte
2004 einigten sich die Verteidigungsminister der Europäischen Union auf die Aufstellung von 13 EU Battlegroups. Seit dem Jahr 2007 sind diese vollständig einsatzfähig. 2006 kamen die Verteidigungsminister Polens, Frankreichs und Deutschlands überein zusammen die Weimar Battlegroup aufzustellen. Die Verhandlungen zu Struktur, Beteiligung wie auch Funktionen der Einheit begannen im Januar 2009 und endeten am 5. Juli 2011 mit Unterzeichnung einer Vereinbarung durch Repräsentanten des Weimarer Dreiecks.
Entsprechend dieser Vereinbarung kam man zu folgendem überein:
- Polen stellt einerseits als Framework Nation die Kommandostruktur sowohl für Durchführung wie auch die der Streitkräfte und andererseits das Manöver Bataillon;
- Deutschland übernimmt die Führung in Logistik und Sicherheit;
- Frankreich den medizinischen Schutz;
- Die Battlegroup meldet Einsatzbereitschaft zum ersten Halbjahr 2013.

## Zusammensetzung und Ausrüstung
Die Weimar Battlegroup weist eine Truppenstärke von etwa 2.100 Soldaten motorisierter Infanterie auf, gestellt durch die 17. Mechanisierte Brigade. Die Brigade und andere Einheiten, die der Weimar Battlegroup zugeteilt wurden, begannen eine Reihe an Manövern, die am 23. November 2012 mit der Übung Common Challenge-12 und der offiziellen Zertifizierung der gesamten Battlegroup endete.
Das Manöver Bataillon setzt sich wie folgt zusammen:
- 4 Manöverkompanien
- 1 Kommandokompanie, inklusive eines Sniper-Teams und einer Aufklärungseinheit
- 1 Logistikkompanie, inklusive eines medizinischen Teams
- 1 Supportkompanie
- 1 Feuerlöschtruppe
- 1 Zug Einmann-Luftabwehrraketen
- 1 Zug Spähtrupp

Innerhalb von 15 Tagen war die Battlegroup einsatzbereit (5 Tage für Einsatzplanung und weitere 10 Tage für die Einsatzbereitschaft). Danach war sie für eine Dauer von einem bis vier Monaten für Missionen gemäß Kapitel VI und VII der Vereinten Nationen einsatzfähig.